# 48650 Kazanuniversity
48650 Kazanuniversity este un asteroid din centura principală de asteroizi.

## Descriere
48650 Kazanuniversity este un asteroid din centura principală de asteroizi. A fost descoperit pe 17 octombrie 1995 la Zelenchukskaya Station de V. Y. Solovyov. Asteroidul prezintă o orbită caracterizată de o semiaxă mare de 2,28 ua, o excentricitate de 0,12 și o înclinație de 0,9° în raport cu ecliptica.